# リー・マクマホン
リー・マクマホン（英語: Lee E. McMahon、1931年 - 1989年）は、アメリカ合衆国の計算機科学者である。

## 人物
セントルイス大学を卒業後、ハーバード大学で心理学のPh.D.を修得した。ベル研究所にて1963年から1989年まで奉職し、UNIXの初期のバージョン、特にsedのストリームエディタの開発に貢献した事で知られる。彼は、他にもcomm, qsort, Grep, index, cref, cuそしてDatakitの開発にも携わった。そして、スイス式トーナメントを変形したマクマホン式トーナメントを考案する事によって、世の中に名を知らしめる事になった。これは彼が囲碁の愛好家で、囲碁を研究していた事による。  
ベル研究所在職中の1989年に58歳で死去した。